# Bodovací soutěž na Tour de France
Zelený trikot (maillot vert) je na Tour de France udělován za sprintérské body. Na konci každé etapy jsou tyto body uděleny jezdcům, kteří skončí první, druzí atd. Počet bodů závisí na typu etapy – mnoho bodů za rovinaté etapy, méně již za horské etapy a nejméně za časovky. V průběhu etapy je možné získat body i za nejrychlejší průjezd určitými kontrolními místy, tzv. rychlostními prémiemi, dříve bývaly v etapě obvykle dvě, dnes pouze jediná, změnil se i počet přidělovaných bodů. Nejvíce zelených trikotů (7) získal Peter Sagan.

## Celkový seznam vítězů bodovací soutěže (zelený trikot)

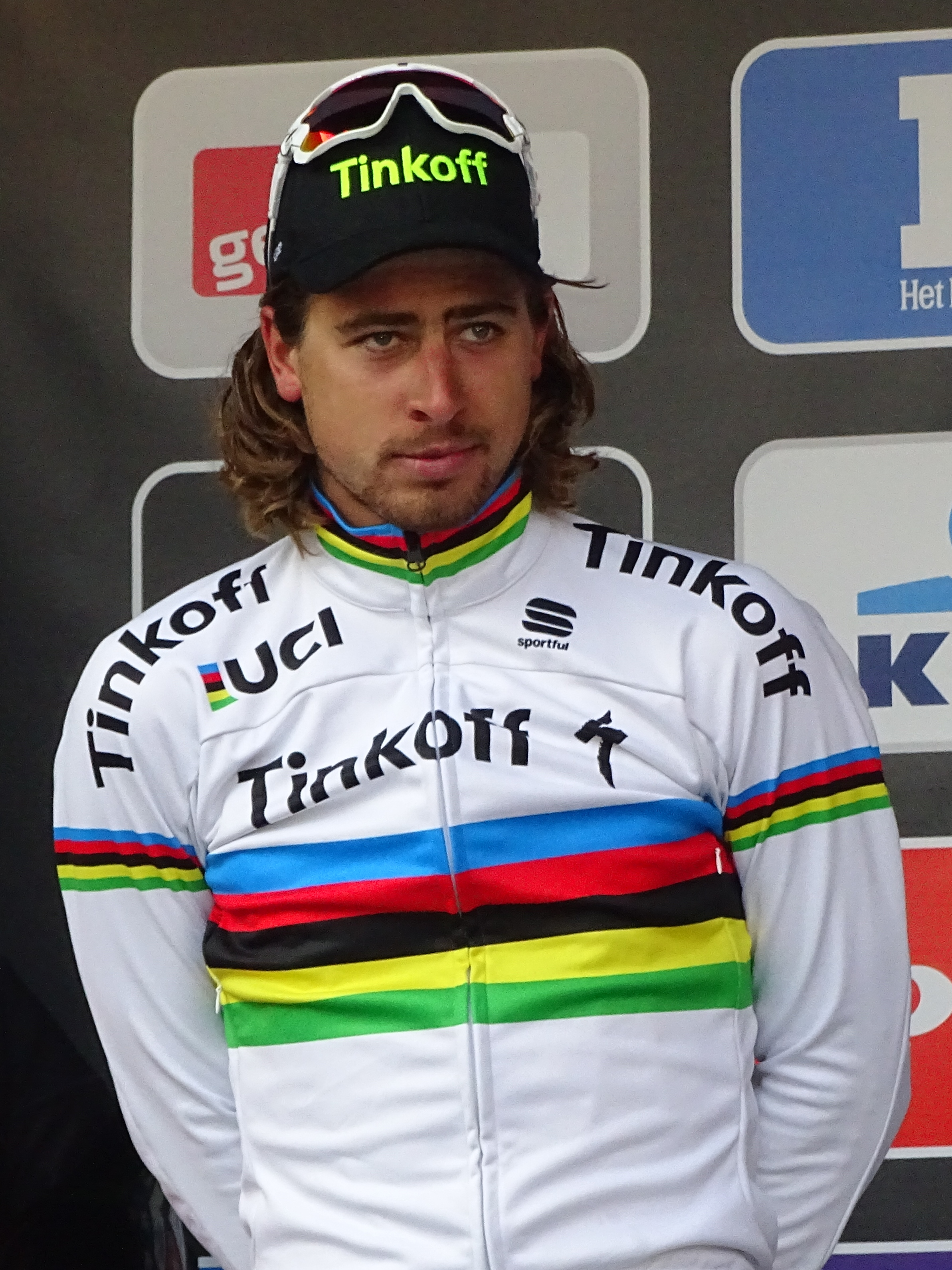
Peter Sagan Slovensko - 7× vítěz
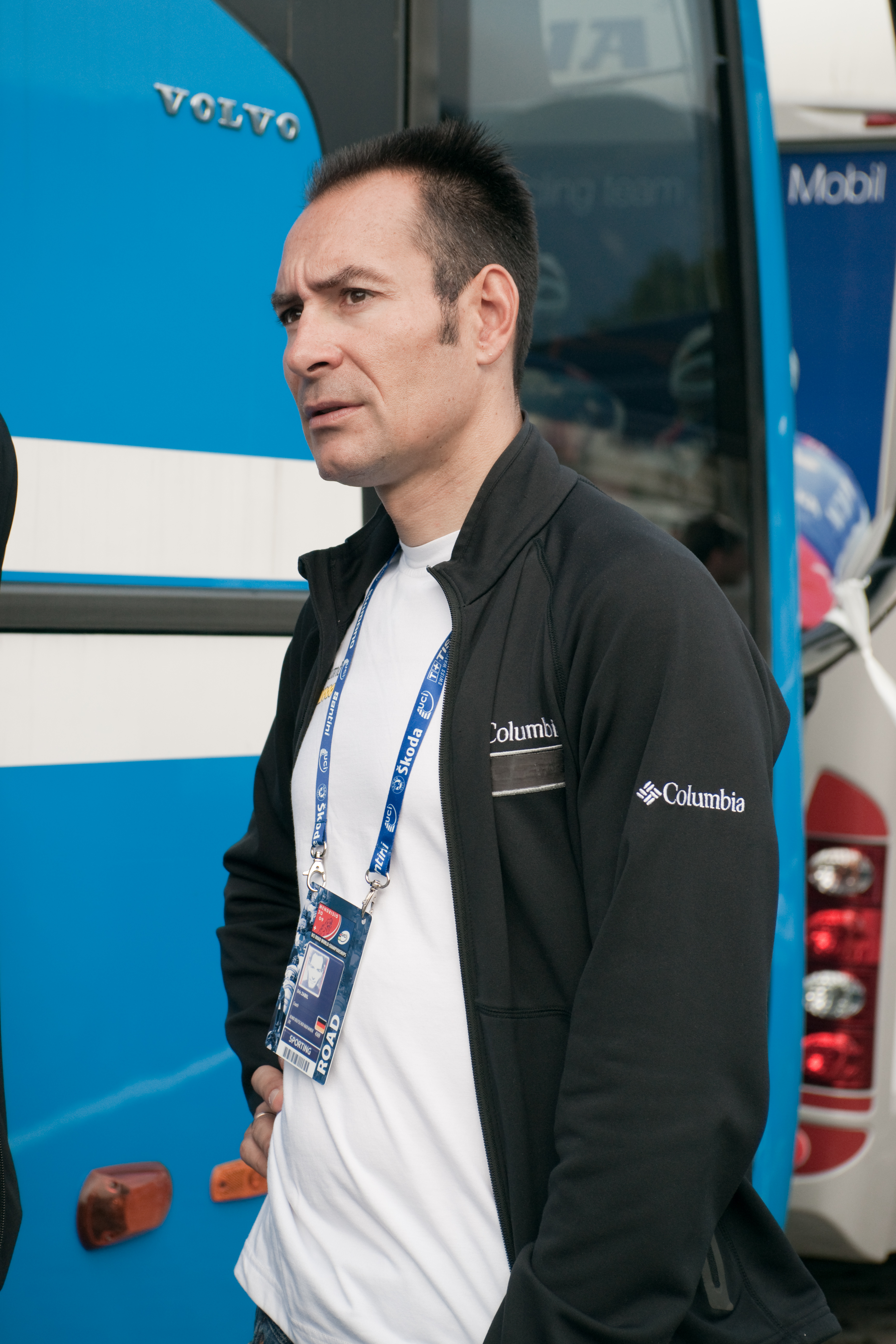
Erik Zabel Německo - 6× vítěz
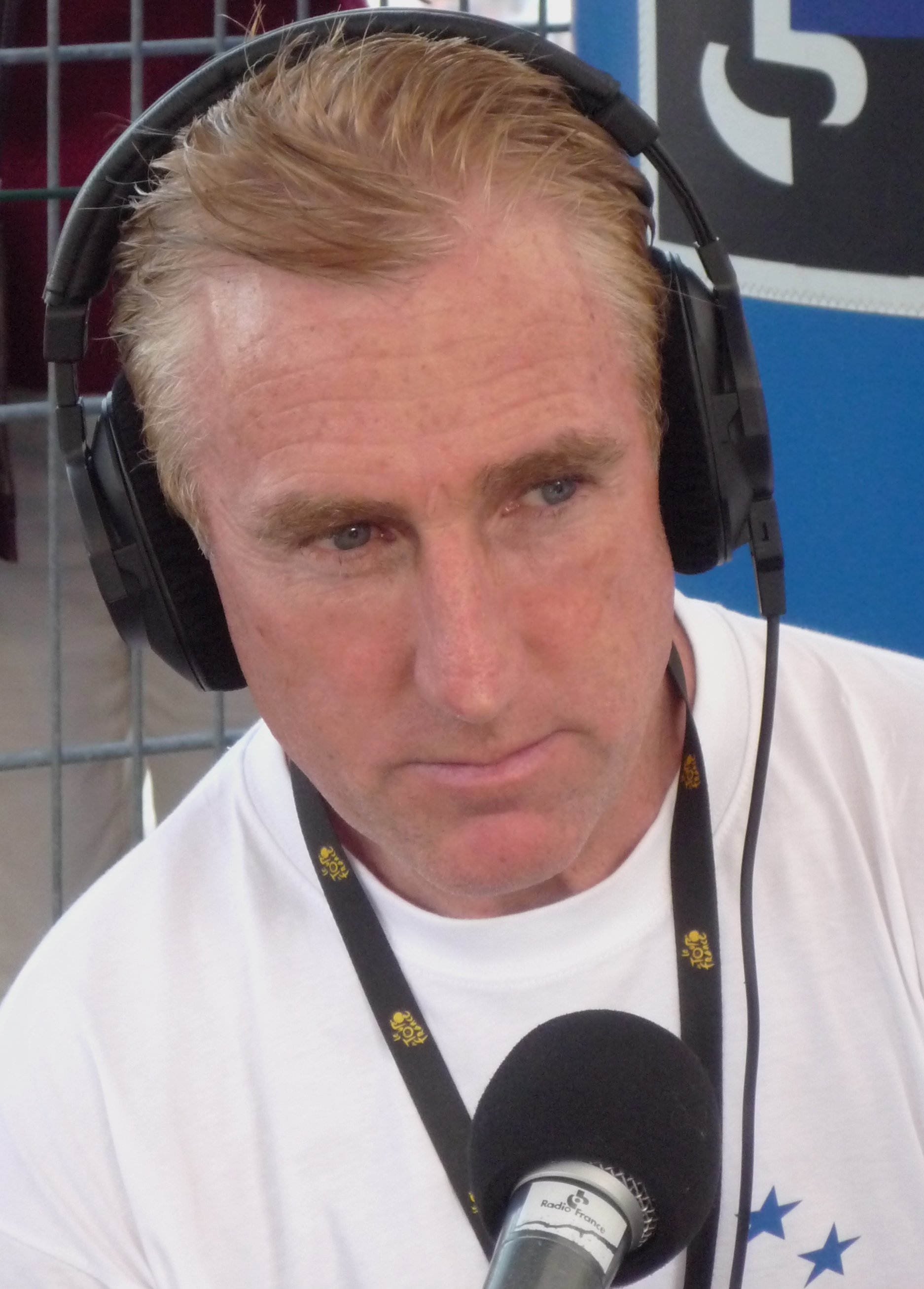
Sean Kelly Irsko - 4× vítěz
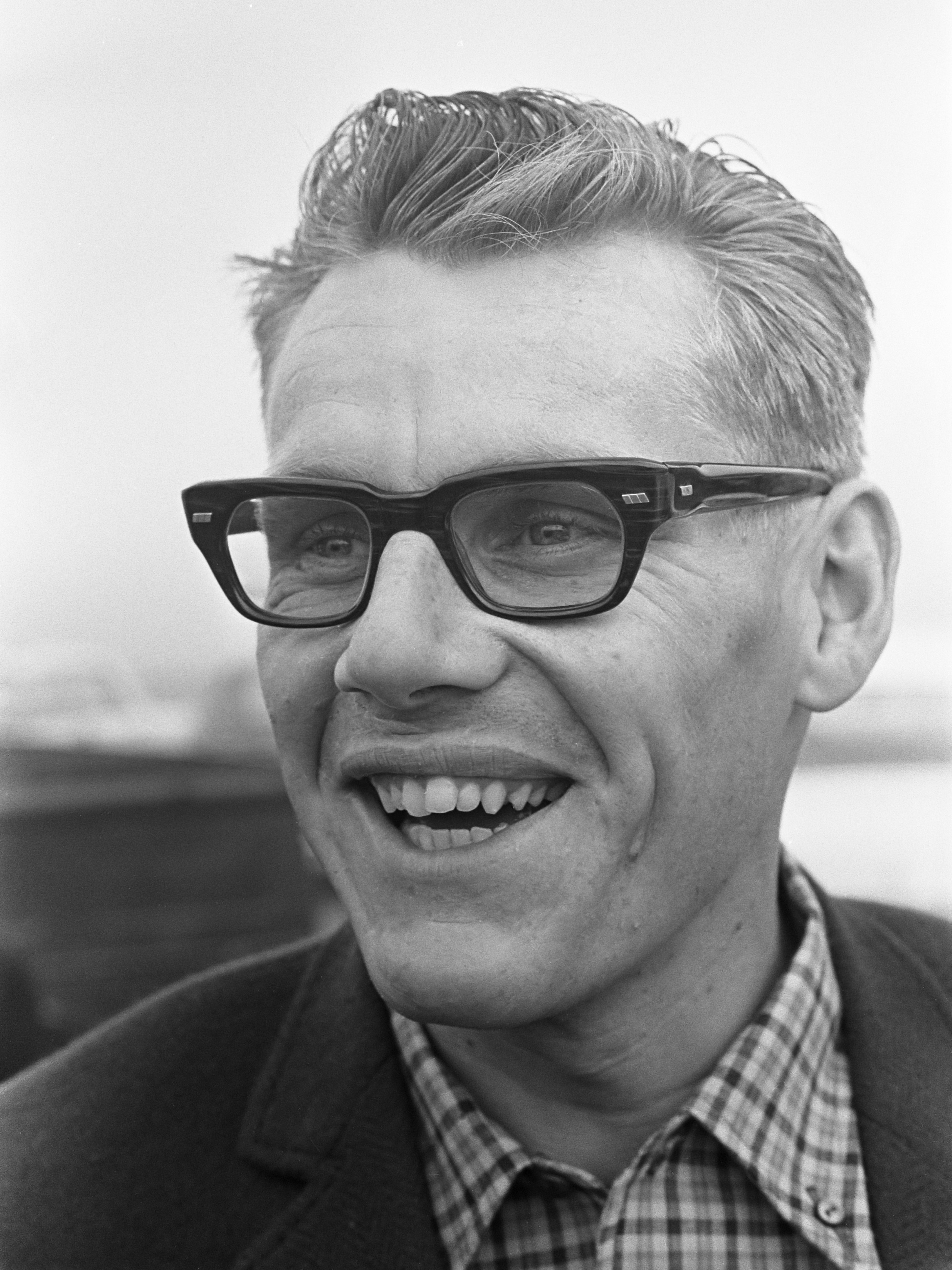
Jan Janssen Nizozemsko - 3× vítěz
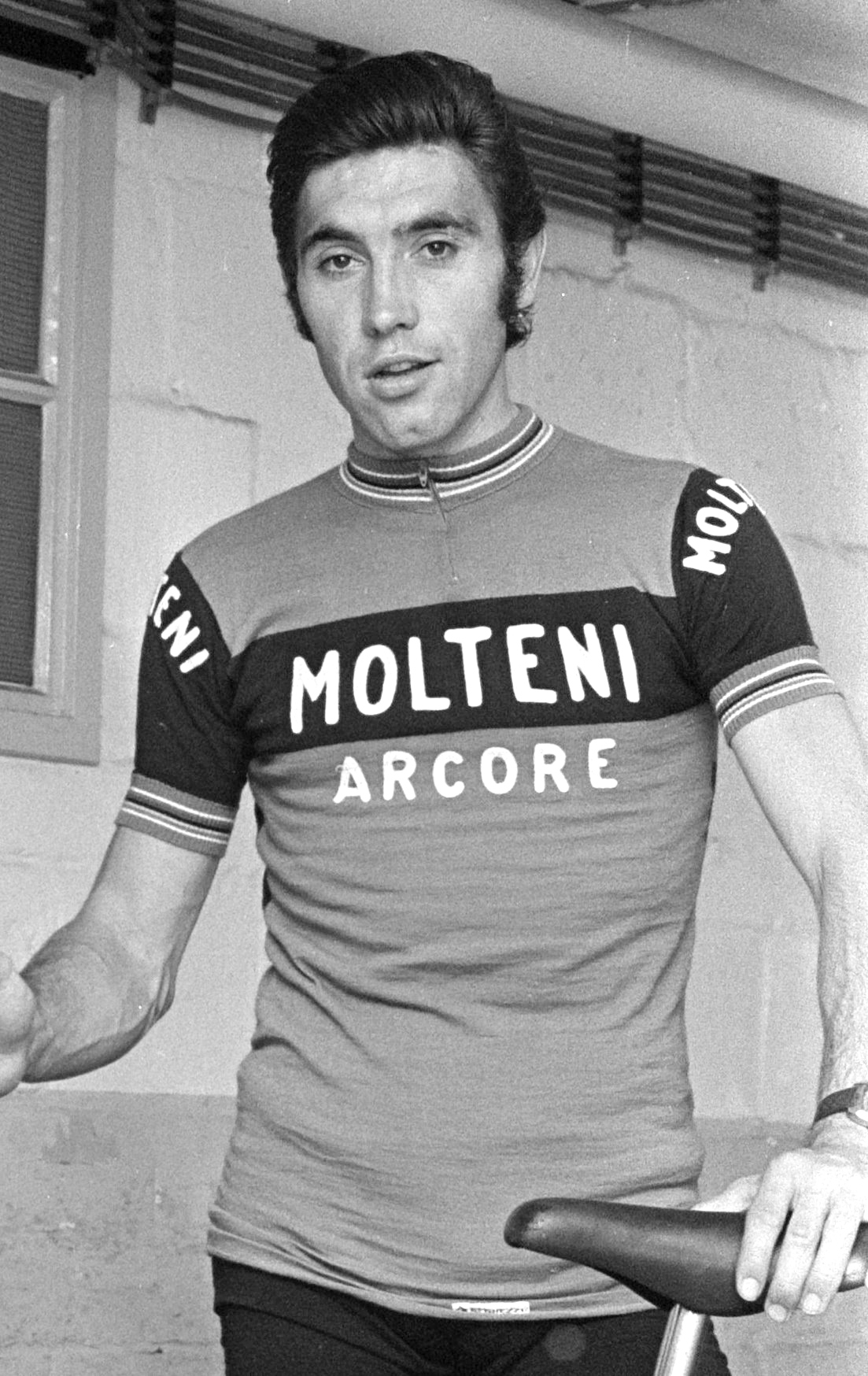
Eddy Merckx Belgie - 3× vítěz
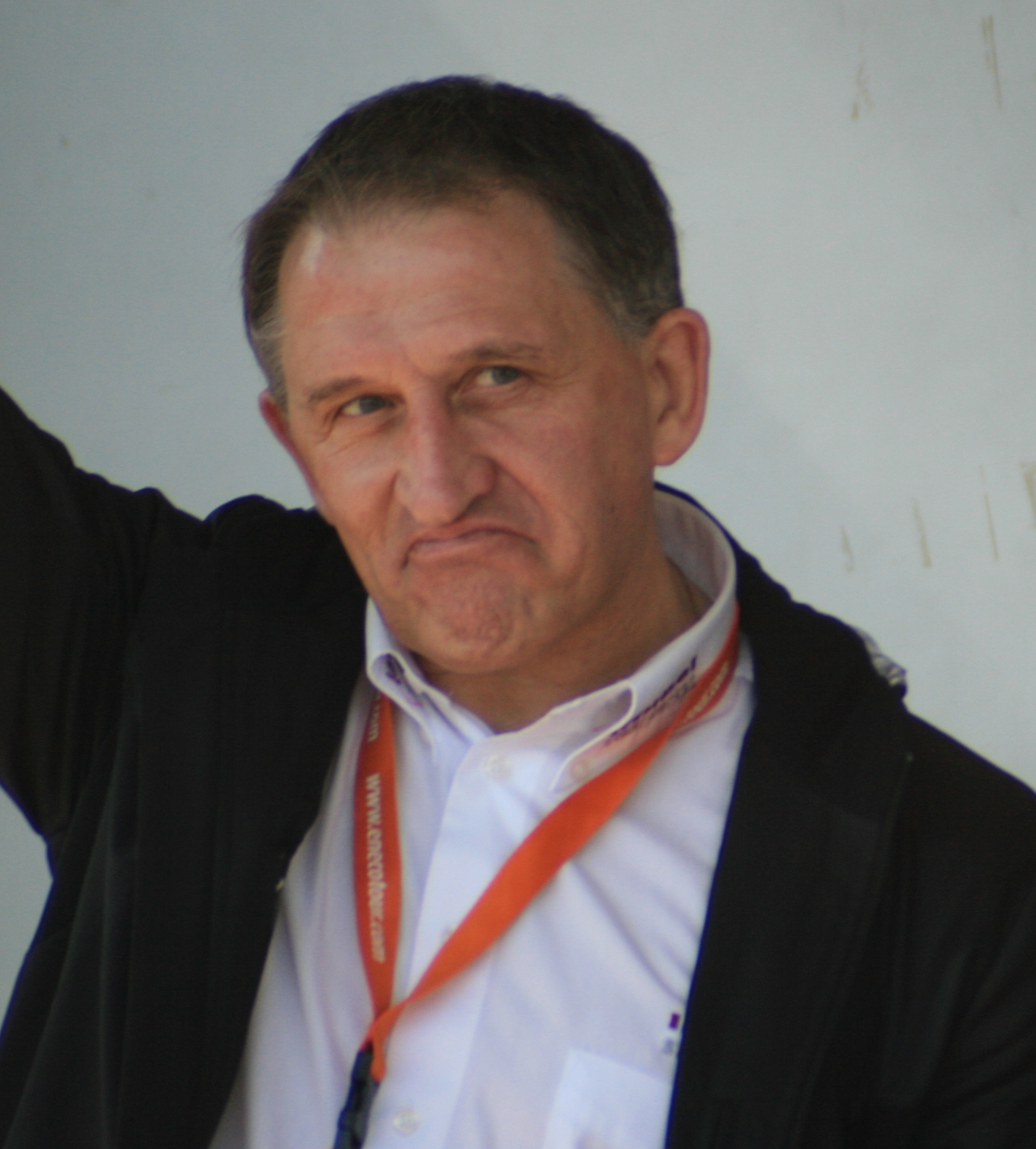
Freddy Maertens Belgie - 3× vítěz
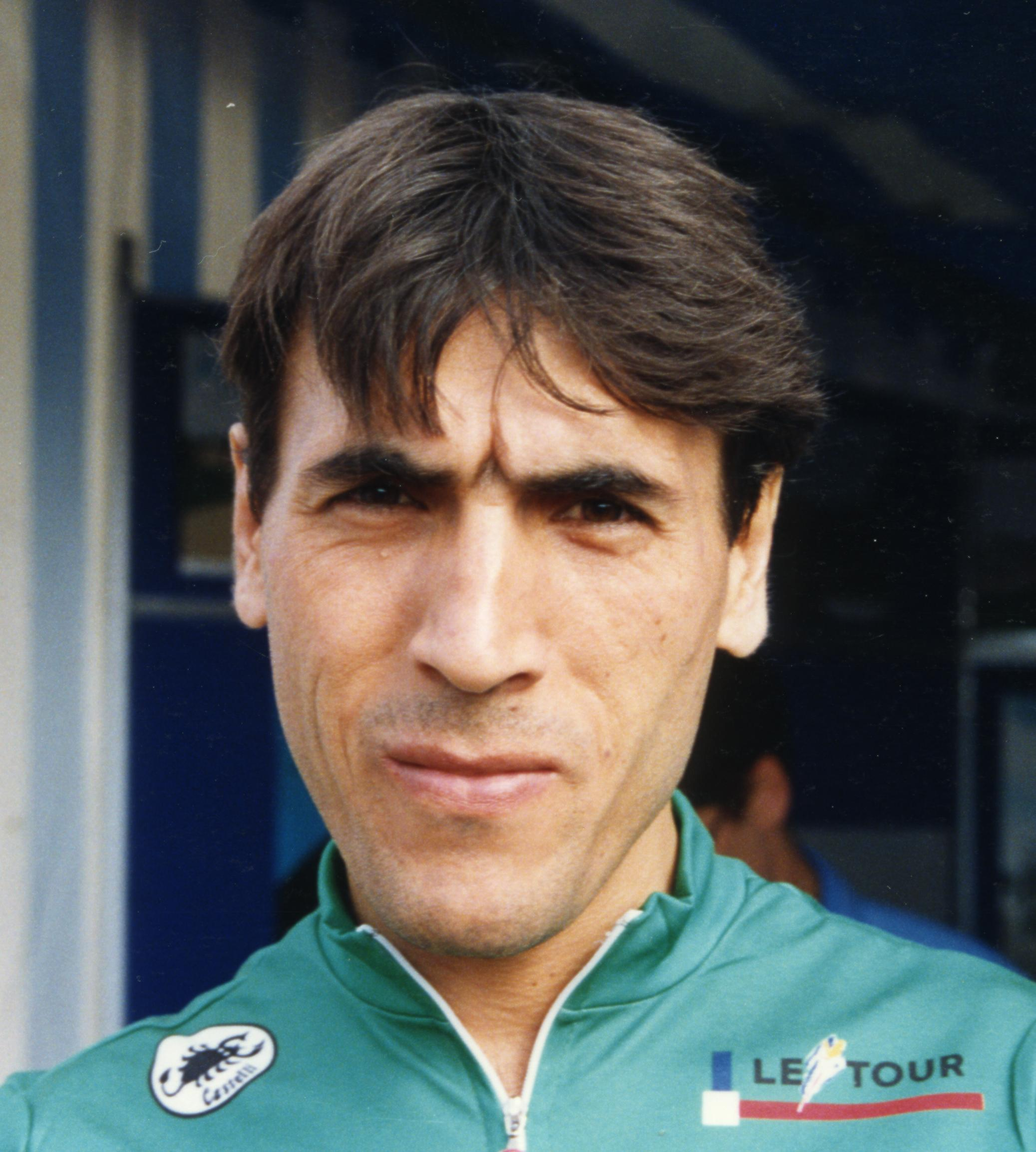
Džamolidin Abdužaparov Uzbekistán - 3× vítěz
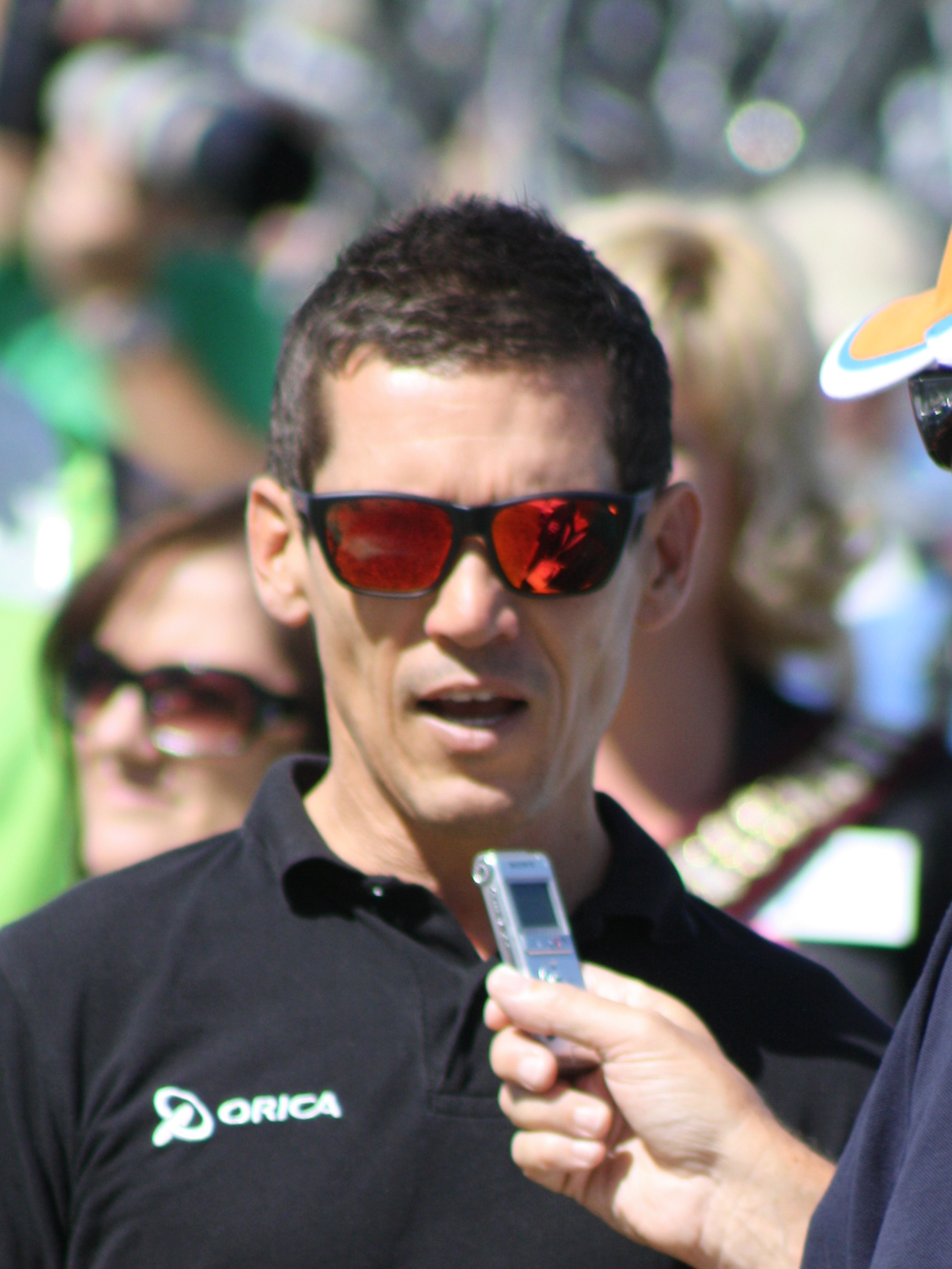
Robbie McEwen Austrálie - 3× vítěz

| Rok  | Zlatá medaile          | Body  | Stříbrná medaile       | Body  | Bronzová medaile     | Body  |
| ---- | ---------------------- | ----- | ---------------------- | ----- | -------------------- | ----- |
| 2025 | Jonathan Milan         | 372   | Tadej Pogačar          | 294   | Biniam Girmay        | 232   |
| 2024 | Biniam Girmay          | 387   | Jasper Philipsen       | 354   | Bryan Coquard        | 208   |
| 2023 | Jasper Philipsen       | 377   | Mads Pedersen          | 258   | Bryan Coquard        | 203   |
| 2022 | Wout van Aert          | 480   | Jasper Philipsen       | 286   | Tadej Pogačar        | 250   |
| 2021 | Mark Cavendish         | 337   | Michael Matthews       | 291   | Sonny Colbrelli      | 227   |
| 2020 | Sam Bennett            | 380   | Peter Sagan            | 284   | Matteo Trentin       | 260   |
| 2019 | Peter Sagan            | 316   | Caleb Ewan             | 248   | Elia Viviani         | 224   |
| 2018 | Peter Sagan            | 477   | Alexander Kristoff     | 246   | Arnaud Démar         | 203   |
| 2017 | Michael Matthews       | 370   | André Greipel          | 234   | Edvald Boasson Hagen | 220   |
| 2016 | Peter Sagan            | 470   | Marcel Kittel          | 228   | Michael Matthews     | 199   |
| 2015 | Peter Sagan            | 432   | André Greipel          | 366   | John Degenkolb       | 298   |
| 2014 | Peter Sagan            | 431   | Alexander Kristoff     | 282   | Bryan Coquard        | 271   |
| 2013 | Peter Sagan            | 409   | Mark Cavendish         | 312   | André Greipel        | 267   |
| 2012 | Peter Sagan            | 421   | André Greipel          | 280   | Mattew Goss          | 268   |
| 2011 | Mark Cavendish         | 334   | Jose Joaquin Rojas     | 272   | Philippe Gilbert     | 236   |
| 2010 | Alessandro Petacchi    | 243   | Mark Cavendish         | 232   | Thor Hushovd         | 222   |
| 2009 | Thor Hushovd           | 280   | Mark Cavendish         | 270   | Gerald Ciolek        | 148   |
| 2008 | Óscar Freire           | 270   | Thor Hushovd           | 220   | Erik Zabel           | 217   |
| 2007 | Tom Boonen             | 256   | Robert Hunter          | 234   | Erik Zabel           | 232   |
| 2006 | Robbie McEwen          | 288   | Erik Zabel             | 199   | Thor Hushovd         | 195   |
| 2005 | Thor Hushovd           | 194   | Stuart O'Grady         | 182   | Robbie McEwen        | 178   |
| 2004 | Robbie McEwen          | 272   | Thor Hushovd           | 247   | Erik Zabel           | 245   |
| 2003 | Baden Cooke            | 216   | Robbie McEwen          | 214   | Erik Zabel           | 188   |
| 2002 | Robbie McEwen          | 280   | Erik Zabel             | 261   | Stuart O'Grady       | 208   |
| 2001 | Erik Zabel             | 252   | Stuart O'Grady         | 244   | Damien Nazon         | 169   |
| 2000 | Erik Zabel             | 321   | Robbie McEwen          | 203   | Romāns Vainšteins    | 184   |
| 1999 | Erik Zabel             | 323   | Stuart O'Grady         | 275   | Christophe Capelle   | 196   |
| 1998 | Erik Zabel             | 327   | Stuart O'Grady         | 230   | Tom Steels           | 221   |
| 1997 | Erik Zabel             | 350   | Frederic Moncassin     | 223   | Mario Traversoni     | 198   |
| 1996 | Erik Zabel             | 335   | Frederic Moncassin     | 284   | Fabio Baldato        | 255   |
| 1995 | Laurent Jalabert       | 333   | Džamolidin Abdužaparov | 271   | Miguel Indurain      | 180   |
| 1994 | Džamolidin Abdužaparov | 322   | Silvio Martinello      | 273   | Ján Svorada          | 230   |
| 1993 | Džamolidin Abdužaparov | 298   | Johan Museeuw          | 157   | Maximillian Sciandri | 153   |
| 1992 | Laurent Jalabert       | 293   | Johan Museeuw          | 262   | Claudio Chiappucci   | 202   |
| 1991 | Džamolidin Abdužaparov | 316   | Laurent Jalabert       | 263   | Olaf Ludwig          | 175   |
| 1990 | Olaf Ludwig            | 256   | Johan Museeuw          | 221   | Erik Breukink        | 118   |
| 1989 | Sean Kelly             | 277   | Etienne De Wilde       | 194   | Steven Rooks         | 163   |
| 1988 | Eddy Planckaert        | 278   | Davis Phinney          | 193   | Sean Kelly           | 183   |
| 1987 | Jean-Paul van Poppel   | 263   | Stephen Roche          | 247   | Pedro Delgado        | 228   |
| 1986 | Eric Vanderaerden      | 277   | Josef Lieckens         | 232   | Bernard Hinault      | 210   |
| 1985 | Sean Kelly             | 434   | Greg LeMond            | 332   | Stephen Roche        | 279   |
| 1984 | Frank Hoste            | 322   | Sean Kelly             | 318   | Eric Vanderaerden    | 247   |
| 1983 | Sean Kelly             | 360   | Frits Pirard           | 144   | Laurent Fignon       | 126   |
| 1982 | Sean Kelly             | 429   | Bernard Hinault        | 152   | Phil Anderson        | 149   |
| 1981 | Freddy Maertens        | 428   | William Tackaert       | 222   | Bernard Hinault      | 184   |
| 1980 | Rudy Pevenage          | 194   | Seán Kelly             | 153   | Ludo Peeters         | 148   |
| 1979 | Bernard Hinault        | 253   | Dietrich Thurau        | 157   | Joop Zoetemelk       | 109   |
| 1978 | Freddy Maertens        | 242   | Jacques Esclassan      | 189   | Bernard Hinault      | 123   |
| 1977 | Jacques Esclassan      | 236   | Giacinto Santambrogio  | 140   | Dietrich Thurau      | 137   |
| 1976 | Freddy Maertens        | 293   | Pierino Gavazzi        | 140   | Jacques Esclassan    | 128   |
| 1975 | Rik Van Linden         | 342   | Eddy Merckx            | 240   | Francesco Moser      | 199   |
| 1974 | Patrick Sercu          | 283   | Eddy Merckx            | 270   | Barry Hoban          | 170   |
| 1973 | Herman Van Springel    | 187   | Joop Zoetemelk         | 168   | Luis Ocaña           | 145   |
| 1972 | Eddy Merckx            | 196   | Rik Van Linden         | 135   | Joop Zoetemelk       | 132   |
| 1971 | Eddy Merckx            | 202   | Cyrille Guimard        | 186   | Gerben Karstens      | 107   |
| 1970 | Walter Godefroot       | 212   | Eddy Merckx            | 207   | Marino Basso         | 161   |
| 1969 | Eddy Merckx            | 244   | Jan Janssen            | 149   | Marinus Wagtmans     | 136   |
| 1968 | Franco Bitossi         | 241   | Walter Godefroot       | 219   | Jan Janssen          | 200   |
| 1967 | Jan Janssen            | 154   | Guido Reybrouck        | 119   | Georges Vandenberghe | 111   |
| 1966 | Willy Planckaert       | 211   | Gerben Karstens        | 189   | Edward Sels          | 178   |
| 1965 | Jan Janssen            | 144   | Guido Reybrouck        | 130   | Felice Gimondi       | 124   |
| 1964 | Jan Janssen            | 208   | Edward Sels            | 199   | Rudi Altig           | 165   |
| 1963 | Rik Van Looy           | 275   | Jacques Anquetil       | 138   | Federico Bahamontes  | 123   |
| 1962 | Rudi Altig             | 173   | Emile Daems            | 144   | Jean Graczyk         | 140   |
| 1961 | André Darrigade        | 174   | Jean Gainche           | 169   | Guido Carlesi        | 148   |
| 1960 | Jean Graczyk           | 74    | Graziano Battistini    | 40    | Federico Bahamontes  | 35    |
| 1959 | André Darrigade        | 613   | Gérard Saint           | 524   | Jacques Anquetil     | 503   |
| 1958 | Jean Graczyk           | 347   | Joseph Planckaert      | 406   | André Darrigade      | 553   |
| 1957 | Jean Forestier         | 301   | Wim van Est            | 317   | Adolf Christian      | 366   |
| 1956 | Stan Ockers            | 280   | Fernand Picot          | 464   | Gerrit Voorting      | 465   |
| 1955 | Stan Ockers            | 322   | Wout Wagtmans          | 399   | Miguel Poblet        | 409   |
| 1954 | Ferdi Kübler           | 215.5 | Stan Ockers            | 284.5 | Fritz Schär          | 286.5 |
| 1953 | Fritz Schär            | 271   | Fiorenzo Magni         | 307   | Raphaël Géminiani    | 406   |

### Vítězství jednotlivců sprinterské soutěže
| Cyklista               | Roky                                          |
| ---------------------- | --------------------------------------------- |
| Peter Sagan            | 7x - 2012, 2013, 2014, 2015, 2016, 2018, 2019 |
| Erik Zabel             | 6x - 1996, 1997, 1998, 1999, 2000, 2001       |
| Sean Kelly             | 4x - 1982, 1983, 1985, 1989                   |
| Jan Janssen            | 3x - 1964, 1965, 1967                         |
| Eddy Merckx            | 3x - 1969, 1971, 1972                         |
| Freddy Maertens        | 3x - 1976, 1978, 1981                         |
| Džamolidin Abdužaparov | 3x - 1991, 1993, 1994                         |
| Robbie McEwen          | 3x - 2002, 2004, 2006                         |
| Mark Cavendish         | 2x - 2011, 2021                               |
| Stan Ockers            | 2x - 1955, 1956                               |
| Jean Graczyk           | 2x - 1958, 1960                               |
| André Darrigade        | 2x - 1959, 1961                               |
| Laurent Jalabert       | 2x - 1992, 1995                               |
| Thor Hushovd           | 2x - 2005, 2009                               |

### Vítězové podle národností
| Stát               | Počet | Vítězné roky |
| ------------------ | ----- | --- |
| Belgie             | 21    | 1955, 1956, 1963, 1966, 1969, 1970, 1971, 1972, 1973, 1974, 1975, 1976, 1978, 1980, 1981, 1984, 1986, 1988, 2007, 2022, 2023 Jasper Philipsen |
| Francie            | 9     | 1957 1958, 1959, 1960, 1961, 1977, 1979, 1992, 1995 Laurent Jalabert                                                                          |
| Slovensko          | 7     | 2012, 2013, 2014, 2015, 2016, 2018, 2019 Peter Sagan                                                                                          |
| Německo            | 6     | 1996, 1997, 1998, 1999, 2000, 2001 Erik Zabel                                                                                                 |
| Austrálie          | 5     | 2002, 2003, 2004, 2006, 2017 Michael Matthews                                                                                                 |
| Irsko              | 5     | 1982, 1983, 1985, 1989, 2020 Sam Bennett |
| Nizozemsko         | 4     | 1964, 1965, 1967, 1987 Jean-Paul van Poppel                                                                                                   |
| Uzbekistán         | 3     | 1991, 1993, 1994 Džamolidin Abdužaparov |
| Itálie             | 2     | 1968, 2010 Alessandro Petacchi |
| Norsko             | 2     | 2005, 2009 Thor Hushovd |
| Švýcarsko          | 2     | 1953, 1954 Ferdi Kübler |
| Spojené království | 2     | 2011, 2021 Mark Cavendish |
| Německo            | 1     | 1962 Rudi Altig |
| Východní Německo   | 1     | 1990 Olaf Ludwig |
| Eritrea            | 1     | 2024 Biniam Ghirmay |